# Баджер, Кларисса
Кларисса Баджер (англ. Clarissa Munger Badger; 1806—1889) — американская художница, ботанический иллюстратор, также рисовала на текстиле.

## Биография
Родилась 20 мая 1806 года в городе Мадисон округа Нью-Хейвен, штат Коннектикут, в семье Джорджа Мангера — портретиста и гравера, и его жены Парнел Келси Мангер (Parnel Kelsey Munger). Старший брат Клариссы — Джордж и её младшая сестра — Кэролайн также стали художниками.
В 1828 году она вышла замуж за преподобного Милтона Бэджера (Milton Badger), пастора Южной Церкви в городе Андовер, штат Массачусетс, позже ставшего помощником секретаря Американского домашнего миссионерского общества. У них было пятеро детей, двое из которых дожили до совершеннолетия, и оба стали врачами. Её муж заболел болезнью Брайта, они переехали в родной город Клариссы, где её муж умер в 1873 году.
Кларисса Баджер умерла 14 декабря 1889 года в городе Мадисон. Была похоронена на городском кладбище West Cemetery.

## Творчество
В 1848 году Кларисса Баджер в частном порядке под именем C. M. Badger опубликовала книгу «Flowers from Nature with Selected Poetry» с избранной поэзией. Это был сборник стихов Уильяма Брайанта, Лидии Сигурни, Мэри Хоуитт и других поэтов, иллюстрированный 13 её цветочными картинами. Возможно, это стало причиной для следующей её книги 1859 года «Wild Flowers Drawn and Colored from Nature» (также известной как «The Wild Flowers of America»), которая была иллюстрирована 22 изображениями различных растений. Книга включала стихи, предположительно написанные самой художницей, со вступительным стихотворением Лидии Сигурни. Экземпляром этой книги владела поэтесса Эмили Дикинсон. Иллюстрации обеих книг широко воспроизводились и способствовали репутации Клариссы как первоклассной ботанической художницы.
Третья книга Клариссы «Floral Belles from the Green-House and Garden», опубликованная с 16 литографическими иллюстрациями, также сопровождались поэтическими произведениями об изображённых цветах.
Исследователи творчества Клариссы Баджер установили, что она также рисовала на текстиле. Сохранившиеся её работы включают стеганое одеяло с изображением цветов, нарисованных вручную, и шелковый шарф с розами, нарисованными на одном конце, и вьюнками на другом.

Некоторые работы
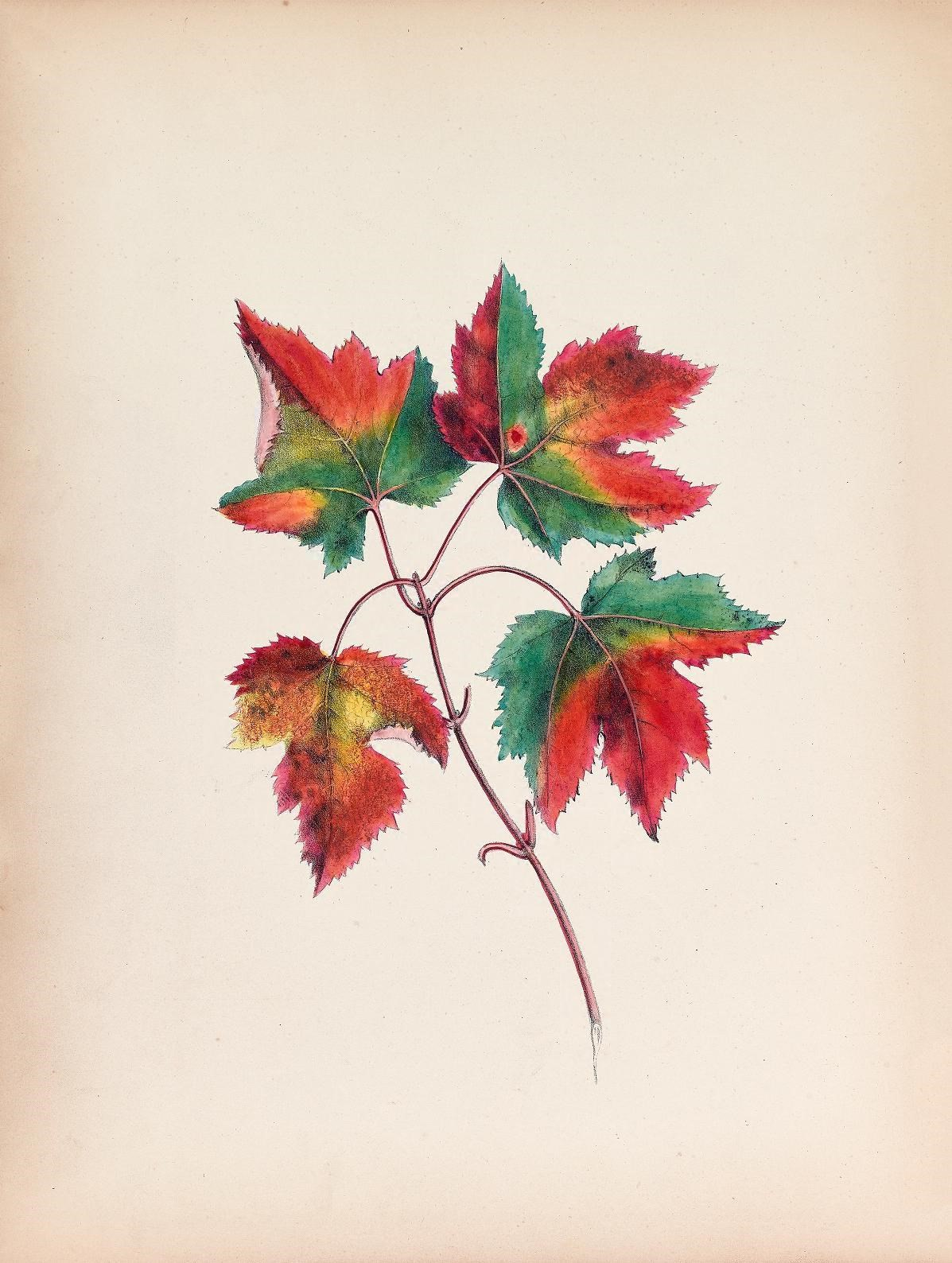
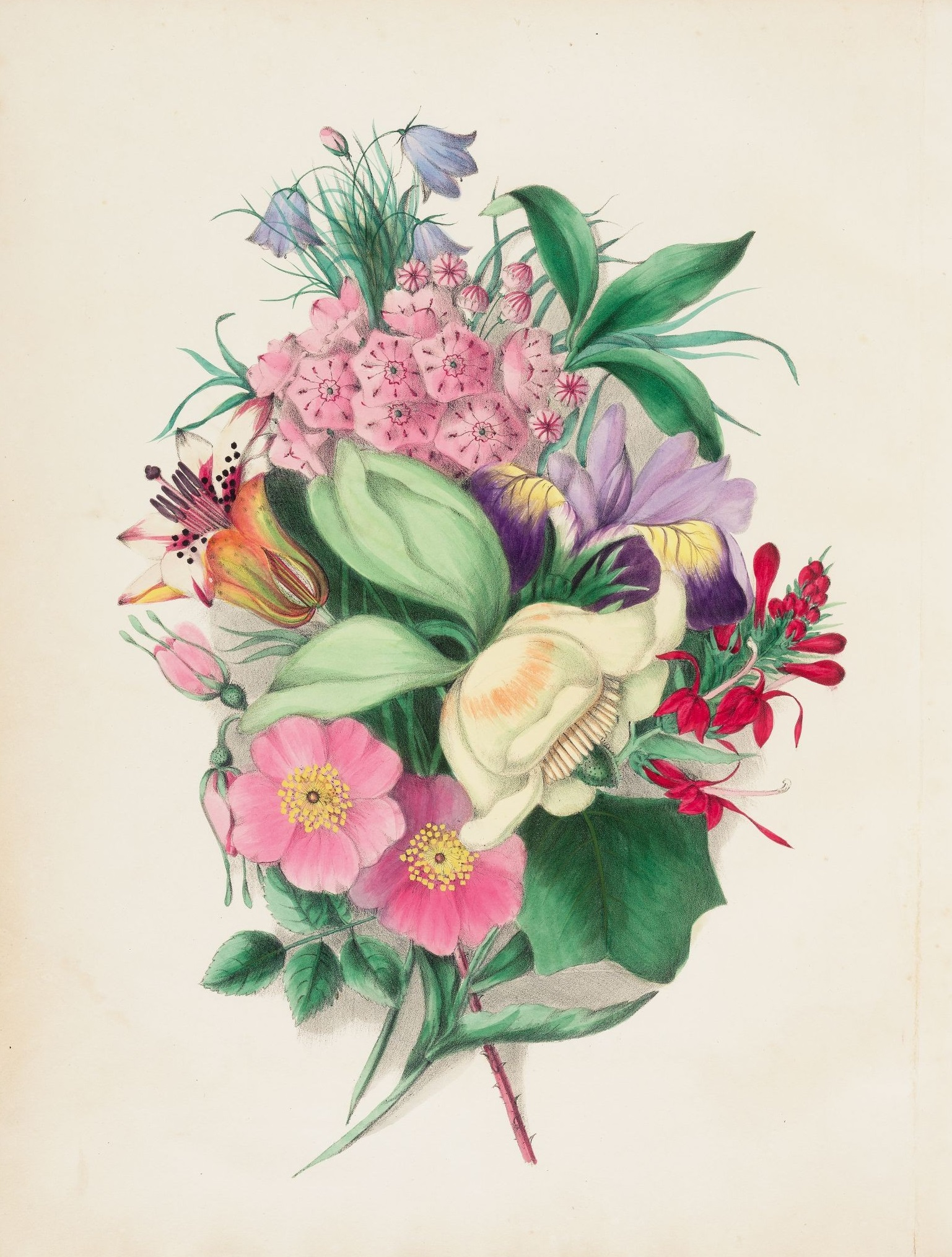
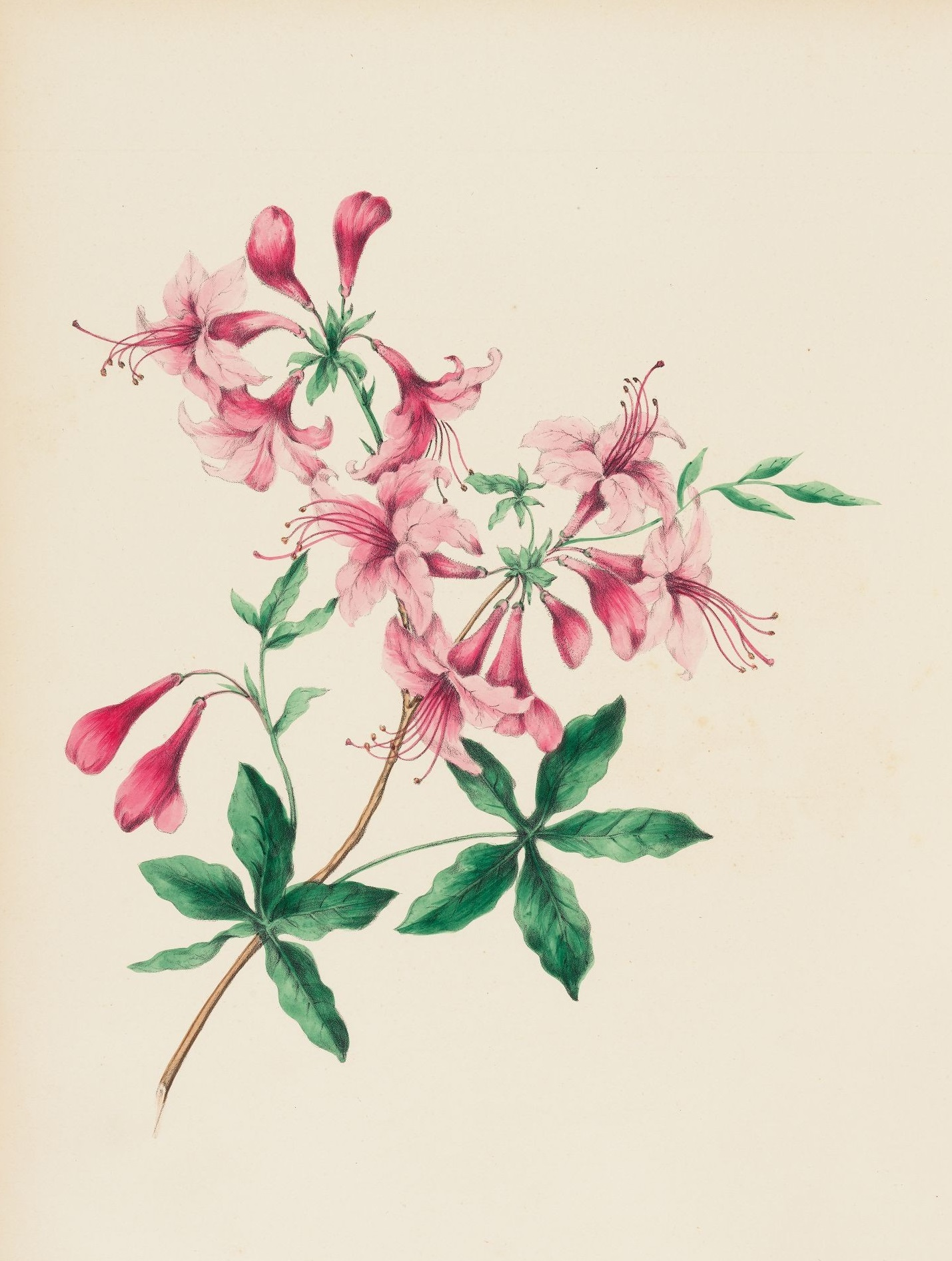
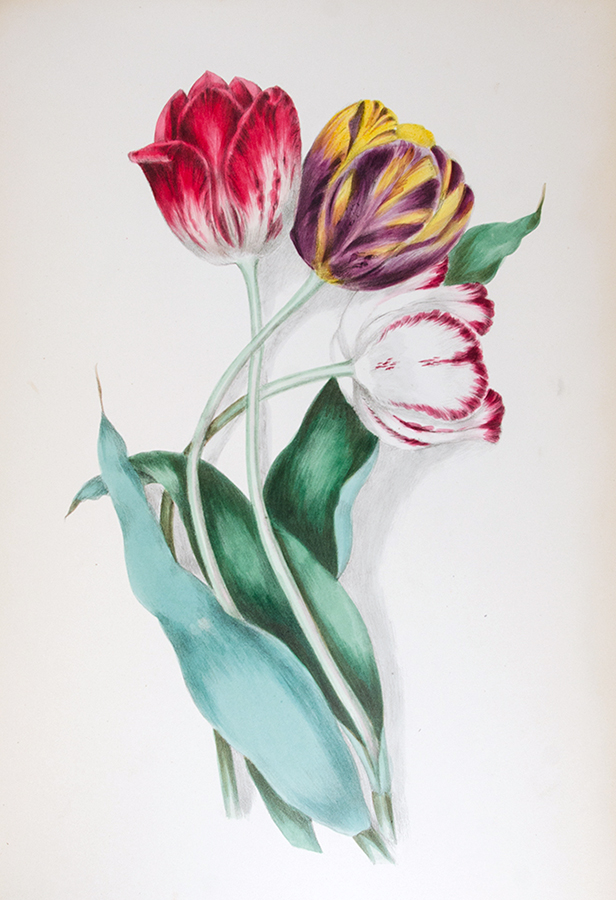